# Lui (film)
Lui, noto anche col titolo originale Él, è un film del 1953, scritto e diretto da Luis Buñuel. 
La storia è tratta dall'omonimo romanzo di Mercedes Pinto. 

## Trama
Durante la cerimonia della lavanda dei piedi, Francisco Galvan de Montemayor, un ricco possidente, resta ammaliato dalla visione di una sconosciuta. Rintracciata la giovane, scopre che quest'ultima è fidanzata con un suo amico, Raul. Oggetto di una corte appassionata, in breve tempo Gloria si innamora perdutamente di Francisco e, alla fine, decide di sposarlo. 
A partire già dalla luna di miele, il marito dimostra una gelosia morbosa nei confronti della moglie, con evidenti sintomi paranoici. La protagonista, inizialmente, non bada troppo a tali comportamenti. La situazione, man mano, peggiora e, in più occasioni, Francisco tenta addirittura di uccidere la consorte. Esasperata, Gloria chiede, invano, aiuto alla madre e al parroco. Entrambi, tuttavia, difendono l'uomo, accusando la giovane di essere troppo maliziosa ed ostile. L'unica persona a credere alle parole della sposa è Raul. 
Una mattina, durante la consueta messa, Francisco, in stato confusionale, rivela il suo lato più recondito alla comunità. Credendo di essere deriso dalla gente, il folle si avventa contro il prete con l'intento di strangolarlo. 
Passano gli anni. Gloria, Raul e un bambino decenne, che presentano come loro figlio, si recano nel monastero dove vive, recluso, l'ex marito. I frati assicurano che l'uomo si è ripreso completamente ma, nell'ultima sequenza del film, pare evidente che il protagonista sia, in realtà, sempre sofferente da stati paranoici deliranti.

## Distribuzione
Mai uscito nelle sale italiane, è stato edito in home video col titolo riadattato Lui. 
Nel 2023, la Cineteca di Bologna ne ha curato il restauro e ha riproposto l'opera al cinema.

## Accoglienza
La critica, negli ultimi anni, ha accolto positivamente il film. Sentieri Selvaggi lo considera «un modello di cinema eretico e sovversivo».
Il portale LongTake elogia Lui e rivede, nella pellicola, auto-citazioni provenienti dai primi lavori di Buñuel.
MyMovies.it recensisce il lungometraggio come il migliore del periodo messicano del cineasta.